# Röntgen-Gymnasium Remscheid
Das Röntgen-Gymnasium Remscheid (RöGy) ist ein mathematisch-naturwissenschaftliches und neusprachliches Gymnasium im Remscheider Stadtteil Lennep. Die Schule ist nach dem deutschen Physiker und Nobelpreisträger Wilhelm Conrad Röntgen benannt.
Inspiriert durch das Wirken des Namensgebers legt das Röntgen-Gymnasium einen großen Wert auf die Ausbildung in naturwissenschaftlichen Fächern und besitzt seit 2011 mit dem RöLab ein eigenes Schülerforschungszentrum. Im Fokus stehen hierbei die Bereiche Medizinphysik, Materialprüfung, Energie und Nachhaltigkeit. Das RöLab wird von der Bergischen Universität Wuppertal und dem Deutschen Röntgen-Museum unterstützt. Seit Januar 2012 ist das Röntgen-Gymnasium Mitglied im Verein mathematisch-naturwissenschaftlicher Excellence-Center an Schulen.
Für das Schuljahr 2023/2024 ist die Schule als Bündelungsgymnasium ausgewiesen.

## Schulprofil

### Angebotene Fächer
| Aufgabenfeld                                   | Unterrichtsfach                    | Unterrichtsfach |
| ---------------------------------------------- | ---------------------------------- | --------------- |
| sprachlich- literarisch- künstlerisch          | Deutsch                            | Englisch        |
| sprachlich- literarisch- künstlerisch          | Französisch                        | Latein          |
| sprachlich- literarisch- künstlerisch          | Spanisch                           | Chinesisch      |
| sprachlich- literarisch- künstlerisch          | Kunst                              | Musik           |
| sprachlich- literarisch- künstlerisch          | Literatur                          |                 |
| geistes-, gesellschafts- wissenschaftlich      | Sozialwissenschaft / Politik       | Geschichte      |
| geistes-, gesellschafts- wissenschaftlich      | Erdkunde                           | Philosophie     |
| geistes-, gesellschafts- wissenschaftlich      | Erziehungswissenschaft / Pädagogik |                 |
| mathematisch- naturwissenschaftlich- technisch | Mathematik                         | Biologie        |
| mathematisch- naturwissenschaftlich- technisch | Chemie                             | Physik          |
| mathematisch- naturwissenschaftlich- technisch | Informatik                         | Ernährungslehre |
| ohne Zuordnung                                 | Religion                           | Sport           |

### Sprachenkonzept
Das Röntgen-Gymnasium bietet mit Englisch, Spanisch, Französisch, Latein und Chinesisch fünf Fremdsprachen an. Das Fach Englisch wird von der fünften Klasse bis zur Oberstufe durchgehend unterrichtet. Ab der sechsten Klasse wählen die Schüler eine zweite Fremdsprache zwischen Französisch und Latein. Ab der achten Klasse besteht die Möglichkeit zur Wahl einer dritten Fremdsprache zwischen Spanisch und Französisch. Außerdem besteht die Möglichkeit Englisch bilingual mit dem Sachfach Geschichte in englischer Sprache zu wählen. Mit dem Eintritt in die Oberstufe kann als Fremdsprache zwischen Spanisch und Chinesisch entschieden werden.

### Austauschprogramme
Es bestehen Austauschprogramme zu den Partnerschulen Collège Saint Geneviève in Asnières bei Paris (Frankreich), der IES Madrid Sur (Spanien) und der Wenling No. 2 Middle School in der Nähe von Shanghai (China).

## Bekannte Absolventen
- Heinz Rühmann (1902–1994),[5] Schauspieler und Regisseur
- Fritz Haas (1903–1977), Landrat und Verwaltungsjurist
- Kurt Thomas (1904–1973), Komponist
- Jürgen Lüthje (* 1941), Jurist und ehemaliger Präsident der Universität Hamburg
- Jürgen Pleuser (* 1954), Architekt
- Christine Urspruch (* 1970), Schauspielerin
- Katharina Gast (* 1984), Moderatorin
- Dennis Herrmann (* 1986), Schauspieler
- Ulrich Brandhoff (* 1985), Schauspieler
- Marie-Jeanne Widera (* 1987), Synchronsprecherin und Synchronregisseurin
- Marc von der Höh (* 1970), Historiker